# Saison 1980-1981 du Stade lavallois
Chronologie
Saison précédente Saison suivante
La saison 1980-1981 du Stade lavallois est la 79e saison de l'histoire du club. Les Mayennais sont engagés dans deux compétitions : la Division 1 (4e participation) et la Coupe de France.

## Effectif et encadrement

### Transferts
| Nom                  | Nationalité | Poste     | Transfert      | Provenance/Destination | Division                  |
| -------------------- | ----------- | --------- | -------------- | ---------------------- | ------------------------- |
| Arrivées             |             |           |                |                        |                           |
| Patrice Bozon        | France      | Défenseur |                | US Dunkerque           | Division 2 - A (D2)       |
| Jean-Pierre Chaussin | France      | Milieu    |                | AS Monaco FC           | Division 1 (D1)           |
| Uwe Krause           | RFA         | Milieu    |                | Eintracht Brunswick    | 1. Bundesliga (D1)        |
| Cheick Diallo        | Mali        | Attaquant |                | FC Metz                | Division 1 (D1)           |
| Philippe Redon       | France      | Attaquant |                | FC Metz                | Division 1 (D1)           |
| Départs              |             |           |                |                        |                           |
| Jean-Marc Furlan     | France      | Défenseur | Retour de prêt | Olympique lyonnais     | Division 1 (D1)           |
| Jacques Pérais       | France      | Défenseur |                | AS Monaco FC           | Division 1 (D1)           |
| Michel Cougé         | France      | Milieu    |                | Retraite sportive      | Retraite sportive         |
| Patrick Delamontagne | France      | Milieu    |                | AS Nancy-Lorraine      | Division 1 (D1)           |
| Claude Le Roy        | France      | Milieu    |                | SC Amiens              | Division 3 - Nord (D3)    |
| François Brisson     | France      | Attaquant | Retour de prêt | Paris Saint-Germain FC | Division 1 (D1)           |
| Christian Coste      | France      | Attaquant |                | CS Thonon-les-Bains    | Division 2 - A(D2)        |
| Jean-Marc Giachetti  | France      | Attaquant |                | US Dunkerque           | Division 2 - B (D2)       |
| Erwin Kostedde       | RFA         | Attaquant |                | SV Werder Brême        | 2. Bundesliga - Nord (D2) |

### Effectif
Quinze joueurs sont sous contrat professionnel, cinq sous contrat stagiaire, et six sous contrat aspirant.

## Matchs de la saison

### Division 1
| Date                       | Journée | Adversaire               | Lieu | Score | Buteurs du club                       | Class. | Affluence |
| -------------------------- | ------- | ------------------------ | ---- | ----- | ------------------------------------- | ------ | --------- |
| Jeudi 24 juillet 1980      | J01     | FC Tours                 | Ext. | 2 - 3 | Chaussin 7e, Diallo 36e               | 16     | 10.346    |
| Mardi 29 juillet 1980      | J02     | AS Nancy-Lorraine        | Dom. | 1 - 0 | Krause 67e                            | 10     | 8.976     |
| Mardi 5 août 1980          | J03     | FC Girondins de Bordeaux | Ext. | 1 - 2 | Bourebbou 29e                         | 15     | 12.252    |
| Mardi 12 août 1980         | J04     | Lille OSC                | Dom. | 4 - 2 | Krause 32e 85e, Diallo 51e, Sagna 72e | 9      | 9.032     |
| Mardi 19 août 1980         | J05     | Olympique lyonnais       | Ext. | 0 - 1 | -                                     | 12     | 22.465    |
| Vendredi 22 août 1980      | J06     | OGC Nice                 | Dom. | 0 - 1 | -                                     | 7      | 9.500     |
| Mardi 26 août 1980         | J07     | Angers SCO               | Ext. | 0 - 2 | -                                     | 18     | 7.918     |
| Vendredi 29 août 1980      | J08     | RC Strasbourg            | Dom. | 3 - 1 | Sagna 6e, Chaussin 52e, Diallo 85e    | 14     | 7.000     |
| Mardi 9 septembre 1980     | J09     | SEC Bastia               | Ext. | 2 - 2 | Goudet 20e, Diallo 65e                | 15     | 2.850     |
| Vendredi 12 septembre 1980 | J10     | AJ Auxerre               | Dom. | 0 - 0 | -                                     | 14     | 7.297     |
| Mardi 23 septembre 1980    | J11     | Paris Saint-Germain FC   | Ext. | 2 - 3 | Krause 8e, Miton 40e                  | 15     | 18.506    |
| Vendredi 26 septembre 1980 | J12     | AS Monaco FC             | Dom. | 3 - 3 | Gauthier 8e, Krause 27e, Diallo 47e   | 15     | 8.073     |
| Vendredi 3 octobre 1980    | J13     | FC Metz                  | Ext. | 2 - 3 | Krause 32e, Goudet 81e                | 18     | 9.086     |
| Mardi 14 octobre 1980      | J14     | AS Saint-Étienne         | Dom. | 0 - 0 | -                                     | 17     | 12.415    |
| Vendredi 17 octobre 1980   | J15     | US Valenciennes-Anzin    | Ext. | 2 - 4 | Krause 1re, Gauthier 90e              | 19     | 6.370     |
| Vendredi 31 octobre 1980   | J16     | FC Nantes                | Ext. | 1 - 4 | Krause 13e                            | 19     | 14.433    |
| Samedi 8 novembre 1980     | J17     | RC Lens                  | Dom. | 3 - 0 | Krause 27e 46e 70e                    | 18     | 4.560     |
| Mercredi 12 novembre 1980  | J18     | FC Sochaux-Montbéliard   | Ext. | 1 - 2 | Krause 25e                            | 19     | 1.764     |
| Dimanche 23 novembre 1980  | J19     | Nîmes Olympique          | Dom. | 4 - 0 | Krause 4e 33e, Morillon 7e, Sagna 40e | 18     | 5.166     |
| Vendredi 28 novembre 1980  | J20     | AS Nancy-Lorraine        | Ext. | 0 - 3 | -                                     | 19     | 3.500     |
| Samedi 6 décembre 1981     | J21     | FC Girondins de Bordeaux | Dom. | 2 - 4 | Arribart 7e, Krause 72e               | 19     | 6.226     |
| Samedi 13 décembre 1981    | J22     | Lille OSC                | Ext. | 1 - 1 | Diallo 46e                            | 19     | 5.674     |
| Samedi 20 décembre 1981    | J23     | Olympique lyonnais       | Dom. | 0 - 0 | -                                     | 19     | 4.349     |
| Dimanche 25 janvier 1981   | J24     | OGC Nice                 | Ext. | 1 - 2 | Simondi 43e                           | 19     | 4.240     |
| Samedi 31 janvier 1981     | J25     | Angers SCO               | Dom. | 2 - 0 | Sagna 42e, Krause 59e                 | 19     | 6.848     |
| Samedi 7 février 1981      | J26     | RC Strasbourg            | Ext. | 0 - 0 | -                                     | 18     | 4.983     |
| Samedi 21 février 1981     | J27     | SEC Bastia               | Dom. | 3 - 0 | Diallo 36e, Sagna 50e, Krause 77e     | 18     | 4.261     |
| Samedi 28 février 1981     | J28     | AJ Auxerre               | Ext. | 0 - 1 | -                                     | 18     | 7.343     |
| Samedi 14 mars 1981        | J29     | Paris Saint-Germain FC   | Dom. | 0 - 0 | -                                     | 18     | 7.754     |
| Samedi 28 mars 1981        | J30     | AS Monaco FC             | Ext. | 0 - 3 | -                                     | 18     | 1.612     |
| Mardi 7 avril 1981         | J31     | FC Metz                  | Dom. | 1 - 1 | Krause 64e                            | 18     | 6.770     |
| Mercredi 15 avril 1981     | J32     | AS Saint-Étienne         | Ext. | 0 - 1 | -                                     | 18     | 9.974     |
| Mardi 21 avril 1981        | J33     | US Valenciennes-Anzin    | Dom. | 2 - 1 | Goudet 50e, Krause 61e                | 18     | 4.765     |
| Mardi 5 mai 1981           | J34     | FC Nantes                | Dom. | 2 - 0 | Krause 7e, Gauthier 63e               | 17     | 9.768     |
| Mardi 12 mai 1981          | J35     | RC Lens                  | Ext. | 0 - 3 | -                                     | 18     | 5.701     |
| Vendredi 22 mai 1981       | J36     | FC Sochaux-Montbéliard   | Dom. | 0 - 0 | -                                     | 17     | 9.583     |
| Vendredi 29 mai 1981       | J37     | Nîmes Olympique          | Ext. | 2 - 2 | Redon 34e, Krause 90e                 | 18     | 2.028     |
| Mardi 2 juin 1981          | J38     | FC Tours                 | Dom. | 2 - 0 | Krause ?                              | 16     | 11.045    |

| Rang | Équipe                   | Pts | J  | G  | N  | P  | Bp | Bc | Diff |
| ---- | ------------------------ | --- | -- | -- | -- | -- | -- | -- | ---- |
| 1    | AS Saint-Étienne         | 57  | 38 | 23 | 11 | 4  | 68 | 26 | +42  |
| 2    | FC Nantes T              | 55  | 38 | 22 | 11 | 5  | 74 | 36 | +38  |
| 3    | FC Girondins de Bordeaux | 49  | 38 | 18 | 13 | 7  | 57 | 34 | +23  |
| 4    | AS Monaco FC             | 49  | 38 | 19 | 11 | 8  | 58 | 41 | +17  |
| 5    | Paris-Saint-Germain FC   | 46  | 38 | 17 | 12 | 9  | 62 | 50 | +12  |
| 6    | Olympique lyonnais       | 41  | 38 | 14 | 13 | 11 | 70 | 54 | +16  |
| 7    | RC Strasbourg            | 40  | 38 | 14 | 12 | 12 | 44 | 47 | -3   |
| 8    | AS Nancy-Lorraine        | 37  | 38 | 15 | 7  | 16 | 55 | 49 | +6   |
| 9    | FC Metz                  | 36  | 38 | 10 | 16 | 12 | 48 | 53 | -5   |
| 10   | AJ Auxerre P             | 36  | 38 | 10 | 16 | 12 | 46 | 52 | -6   |
| 11   | US Valenciennes-Anzin    | 36  | 38 | 12 | 12 | 14 | 51 | 70 | -19  |
| 12   | SEC Bastia C             | 35  | 38 | 13 | 9  | 16 | 50 | 55 | -5   |
| 13   | RC Lens                  | 34  | 38 | 10 | 14 | 14 | 46 | 48 | -2   |
| 14   | FC Sochaux-Montbéliard   | 34  | 38 | 10 | 14 | 14 | 51 | 59 | -8   |
| 15   | OGC Nice                 | 32  | 38 | 10 | 12 | 16 | 47 | 61 | -14  |
| 16   | Stade lavallois          | 31  | 38 | 10 | 11 | 17 | 49 | 55 | -6   |
| 17   | Lille OSC                | 31  | 38 | 10 | 11 | 17 | 55 | 71 | -16  |
| 18   | FC Tours P               | 31  | 38 | 9  | 13 | 16 | 54 | 71 | -17  |
| 19   | Nîmes Olympique          | 26  | 38 | 6  | 14 | 18 | 46 | 66 | -20  |
| 20   | Angers SCO               | 24  | 38 | 5  | 14 | 19 | 33 | 66 | -33  |

Qualifications européennes
- Qualifié pour la C1
- Qualifié pour la C2
- Qualifié pour la C3

Relégations
- Barrage de relégation en Division 2
- Relégation en Division 2

Abréviations
- T : Tenant du titre
- C : Vainqueur de la Coupe de France 1980-81
- P : Promus de Division 2

### Coupe de France
| Date                   | Tour            | Adversaire  | Niveau  | Lieu   | Score | Buteurs du club | Affluence |
| ---------------------- | --------------- | ----------- | ------- | ------ | ----- | --------------- | --------- |
| Samedi 14 février 1981 | 1/32e de finale | Le Havre AC | D2 (D2) | Neutre | 0 - 1 | -               | 6.841     |

## Statistiques

### Statistiques collectives
| Compétition     | Débute au tour  | Termine         | Matches joués | Gagnés | Nuls | Perdus | Buts pour | Buts contre | Différence |
| --------------- | --------------- | --------------- | ------------- | ------ | ---- | ------ | --------- | ----------- | ---------- |
| Division 1      | -               | 12e             | 38            | 10     | 11   | 17     | 49        | 55          | -6         |
| Coupe de France | 1/32e de finale | 1/32e de finale | 1             | 0      | 0    | 1      | 0         | 1           | -1         |
| Total           | -               | -               | 39            | 10     | 11   | 18     | 49        | 55          | -7         |

### Buteurs
| N° | Pos. | Nat. | Nom                  | Division 1 | Coupe de France | Total |
| -- | ---- | ---- | -------------------- | ---------- | --------------- | ----- |
|    | M    |      | Uwe Krause           | 23         | -               | 23    |
|    | A    |      | Cheick Diallo        | 7          | -               | 7     |
|    | M    |      | Christophe Sagna     | 5          | -               | 5     |
|    | D    |      | Hervé Gauthier       | 3          | -               | 3     |
|    | M    |      | Thierry Goudet       | 3          | -               | 3     |
|    | M    |      | Jean-Pierre Chaussin | 2          | -               | 2     |
|    | D    |      | Jean-Luc Arribart    | 1          | -               | 1     |
|    | A    |      | Abdelmajid Bourebbou | 1          | -               | 1     |
|    | D    |      | Jean-Marc Miton      | 1          | -               | 1     |
|    | A    |      | Stéphane Morillon    | 1          | -               | 1     |
|    | A    |      | Philippe Redon       | 1          | -               | 1     |
|    | D    |      | Bernard Simondi      | 1          | -               | 1     |
|    |      |      | Total                | 49         | 0               | 49    |

## Affluences
L'affluence à domicile du Stade lavallois atteint un total de 143 388 spectateurs en 19 rencontres de Division 1, soit une moyenne de 7 547/match.
Affluence du Stade lavallois à domicile